# Tropidophis morenoi
Tropidophis morenoi là một loài rắn trong họ Tropidophiidae. Loài này được Hedges Garrido & Díaz mô tả khoa học đầu tiên năm 2001.